# Vendela Lundberg
Vendela Olga Lundberg, född 6 april 1991 i Stockholm, är en svensk journalist och programledare.

## Biografi
Vendela Lundberg utbildade sig till radioproducent på Dramatiska Institutet 2014–2017. Hon har därefter varit verksam som reporter på Sveriges Radio och medverkat i program som Godmorgon världen, Stil och Kropp & själ i P1. I mars 2018 blev hon programledare för P3 Musikdokumentär. År 2020 grundade hon TV-produktionsbolaget Studio Olga tillsammans med Mathilda von Essen och Axel Winqvist. Bolaget producerar bland annat podcasten P3 ID, där Lundberg är programledare. P3 ID är ett aktualitetsprogram som handlar om personer som på ett eller annat sätt gjort ett avtryck i samtiden. Podcasten har bland annat porträtterat Jeff Bezos, Pamela Andersson och Clark Olofsson. P3 ID nominerades till Guldörat 2020, 2021 och 2024.
Lundberg arbetade tidigare som klubbredaktör för Nöjesguiden. Sommaren 2020 började hon i Morgonpasset i P3 tillsammans med Oscar Zia och Ison Glasgow. Hon blev sedermera fast inhoppare. Lundberg är brorsdotter till musikjournalisten Camilla Lundberg.